# Nathalie Santamaria
Nathalie Santamaria (nacida en 1973, en Ajaccio, Córcega) es una cantante francesa. 

## Carrera
Estudió piano y canto en el Conservatorio Nacional de Niza. 
Representó a Francia en el Festival de Eurovisión en 1995 con la canción "Il me donne rendez-vous", escrita y compuesta por Didier Barbelivien y François Bernheim. Con 94 puntos, alcanzó el cuarto lugar.

## Discografía
- Il me donne rendez-vous (1995)
- Entre Rêve Et Réalités (1997)